# Ekaterina Gueltzer
Ekaterina Vassilievna Gueltzer ou Helzer (en russe : Екатерина Васильевна Гельцер), née le 2 novembre 1876 à Moscou et y décédée le 12 décembre 1962, est une danseuse étoile russe et soviétique.

## Biographie
Ekaterina Gueltzer est la fille du célèbre danseur russe de ballet Vassiliy Gueltzer.
Ekaterina Gueltzer fut danseuse étoile au Théâtre Bolchoï de Moscou, troupe au sein de laquelle elle dansa de 1898 à 1925. Elle a notamment travaillé avec Marius Petipa, Serge de Diaghilev et Reinhold Glière. Après la révolution de 1917, période durant laquelle elle fut plébiscitée (avec son mari Vassili Tikhomirov) par les amateurs de ballet, Ekaterina Gueltzer participa activement à la préservation du ballet et de son influence en Russie. En 1925, elle est la première danseuse à obtenir le titre d'Artiste émérite de l'URSS. 
L'un de ses rôles les plus célèbres est celui de la danseuse chinoise du Pavot rouge de Glière, qu'elle interpréta dès sa première représentation. Cette production fut mise en scène par son mari Vassili Tikhomirov à l'occasion de son cinquantième anniversaire. En 1943, elle se voit décerner le Prix Staline.
Après son divorce, elle se marie civilement avec Carl Gustaf Emil Mannerheim. Le couple parvient à se marier dans une église de Moscou en 1924, mais le pouvoir soviétique ne reconnaissant pas le mariage religieux, Carl Mannerheim ne peut emmener sa femme de Russie,. Veniamin Dodine, le neveu d'Ekaterina Gueltzer, raconte : « Elle est tombée malade d'une pneumonie et n'a pas pu repartir avec son mari »,.
On raconte[Qui ?] qu'un jour, dans les coulisses du Bolchoï, Geltzer, qui avait alors dépassé soixante ans, demanda : « Aidez-moi à monter sur pointes, après je saurai quoi faire ».